# Asociación para la Paz

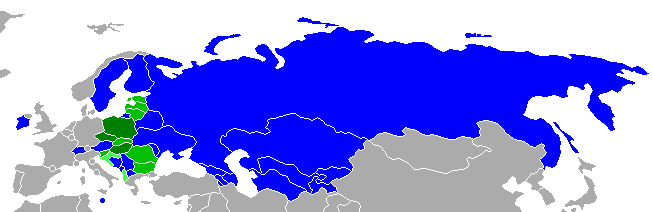
Mapa de miembros de la Asociación para la Paz:
Miembros actuales
Miembros que se unieron a la OTAN en 1999
Miembros que se unieron a la OTAN en 2004
Miembros que se unieron a la OTAN en 2009

La Asociación para la Paz (en inglés: Partnership for Peace, PfP) es un programa de la Organización del Tratado del Atlántico Norte (OTAN) destinado a estrechar las relaciones de la OTAN con otros estados europeos y la antigua Unión Soviética. 18 naciones son miembros. Fue una iniciativa de los Estados Unidos en la reunión de ministros de Defensa de la OTAN en Travemünde, Alemania, de los días 20 y 21 de octubre de 1993, y formalmente aprobada del 10 al 11 de enero en la cumbre de la organización de 1994 en Bruselas, Bélgica. 15 Estados que eran miembros (Albania, Bulgaria, Croacia, Eslovaquia, Eslovenia, Estonia, Finlandia, Hungría, Letonia, Lituania, Macedonia del Norte, Montenegro, Polonia, República Checa,  Rumania y Suecia) desde entonces, se han sumado a la OTAN.
El 26 de abril de 1995, Malta pasó a ser miembro de la PfP; y se retiró el 27 de octubre de 1996 con el fin de mantener su seguridad intacta. El 20 de marzo de 2008 Malta decidió reactivar su acceso. Este retorno fue aceptado por la OTAN en la cumbre de Bucarest del 3 de abril de 2008. Durante la cumbre de la OTAN en Riga, el 29 de noviembre de 2006, Bosnia y Herzegovina, Montenegro y Serbia fueron invitados y aceptaron sumarse a la asociación.

## Firmantes del documento marco de la Asociación para la Paz
Entre paréntesis, la fecha de incorporación a la Asociación.

### Miembros actuales
- Armenia (5 de octubre de 1994)[8]
- Austria (10 de febrero de 1995)[8]
- Azerbaiyán (4 de mayo de 1994)[8]
- Bielorrusia (11 de enero de 1995)[8]
- Bosnia y Herzegovina (14 de diciembre de 2006)[8]

- Georgia (23 de marzo de 1994)[8]
- Irlanda (1 de diciembre de 1999)[8]
- Kazajistán (27 de mayo de 1994)[8]
- Kirguistán (1 de junio de 1994)[8]
- Malta (unido el 26 de abril de 1995;[3] retirado el 27 de octubre de 1996.[4] Reactivado 20 de marzo de 2008;[5] Aceptado por la OTAN el 3 de abril de 2008.[6])
- Moldavia (16 de marzo de 1994)[8]
- Rusia (22 de junio de 1994)[8]
- Serbia (14 de diciembre de 2006)[8]
- Suiza (11 de diciembre de 1996)[8]
- Tayikistán (20 de febrero de 2002)[8]
- Turkmenistán (10 de mayo de 1994)[8]
- Ucrania (8 de febrero de 1994)[8]
- Uzbekistán (13 de julio de 1994)[8]

### Países firmantes que se convirtieron en miembros de pleno derecho de la OTAN el 12 de marzo de 1999
- Hungría (8 de febrero de 1994)[8]
- Polonia (2 de febrero de 1994)[8]
- República Checa (10 de marzo de 1994)[8]

### Países firmantes que se convirtieron en miembros de pleno derecho de la OTAN el 29 de marzo de 2004
- Bulgaria (14 de febrero de 1994)[8]
- Eslovaquia (9 de febrero de 1994)[8]
- Eslovenia (30 de marzo de 1994)[8]
- Estonia (3 de febrero de 1994)[8]
- Letonia (14 de febrero de 1994)[8]
- Lituania (27 de enero de 1994)[8]
- Rumanía (26 de enero de 1994)[8]

### Países firmantes que se convirtieron en miembros de pleno derecho de la OTAN el 1 de abril de 2009
- Albania (23 de febrero de 1994)[8]
- Croacia (25 de mayo de 2000)[8]

### Países firmantes que se convirtieron en miembros de pleno derecho de la OTAN el 5 de junio de 2017
- Montenegro (14 de diciembre de 2006)[8]

### Países firmantes que se convirtieron en miembros de pleno derecho de la OTAN el 27 de marzo de 2020
- Macedonia del Norte (15 de noviembre de 1995)[8]

### Países firmantes que se convirtieron en miembros de pleno derecho de la OTAN el 4 de abril de 2023
- Finlandia (9 de mayo de 1994)[8]

### Países firmantes que se convirtieron en miembros de pleno derecho de la OTAN el 7 de marzo de 2024
- Suecia (9 de mayo de 1994)[8]